# Espèce caulicole
Une espèce animale est dite « caulicole » quand elle vit et/ou se reproduit ou pond dans des tiges creuses de plantes, ou dans des branches creuses. 
De nombreuses plantes annuelles ou bisannuelles ont des tiges creuses qui en hiver offrent une certaine protection contre le froid et l'humidité. 
Les espèces caulicoles sont surtout des invertébrés et en particulier des insectes (ex : abeilles megachiles solitaires), des myriapodes et des crustacés isopodes terrestres tels que le cloporte.

Les invertébrés caulicoles détritiphages (cloportes par exemple) peuvent aussi contribuer à la bonne biodégradation de ces tiges.

## Étymologie
... du latin :
- caulis ; tige
- colere ; habiter

## Pression, menaces sur les populations caulicoles
Les espèces caulicoles semblent se raréfier, voire être menacées de disparition ou localement éteintes en raison du développement de la fauche et du broyage des végétaux ou du brûlage des produits de fauche. 
Les incendies de forêts, de brousse ou savane sont aussi des facteurs de régression de ces espèces s'ils se répètent trop.

## Conservation
Il est possible et facile d'offrir des habitats de substitution à ces espèces, sous la forme de petits fagots de tiges creuses, ou en conservant l'hiver, voire durant plusieurs années quelques plantes à tiges creuses